# Maximiliano García Cordero
Maximiliano García Cordero (Nembra-Aller, Asturias, 3 de abril de 1921- Villaba, Navarra, 5 de noviembre de 2012). Sacerdote, Teólogo y profesor de la Universidad Pontificia de Salamanca.

## Biografía
Nació el 3 de abril de 1921 en Nembra-Aller (Asturias). Realizó sus estudios de Humanidades en el Colegio de los PP. dominicos de Corias (Cangas del Narcea, Asturias), durante los años 1931-1936.  Ingresó en Ia Orden Dominicana el año 1936, emitiendo su Profesión religiosa el año 1937.  Cursó los estudios de Filosofía y Teología en Ia Facultad de Teología de San Esteban en Salamanca, en Ia que obtuvo Ia Licenciatura en Teología el año 1944. Este mismo año fue ordenado sacerdote. Obtiene una buena preparación para los futuros estudios bíblicos con dos cursos de Filología Semítica en Ia Universidad Central de Madrid, durante los años 1944-1946. 
Destinado por sus Superiores a los estudios bíblicos, cursa estos en L'Ecole Biblique de Jerusalén, durante los años 1946-1948, concluyéndolos con Ia Licencia en Sagrada Escritura ante Ia Pontificia Comisión Bíblica. Ante ella obtuvo el Doctorado en Ciencias Bíblicas el año 1964 con su tesis que llevó como título 'La esperanza en el más allá en el Antiguo Testamento'. Su estancia en Tierra Santa durante esos dos años, y sus numerosos viajes en años posteriores, Ie hacen conocer in situ todos los lugares bíblicos y arqueológicos de Palestina, Trasjordania, Siria, Egipto, Turquía y Grecia.  Apenas concluidos los estudios bíblicos y orientalistas en Jerusalén fue nombrado Profesor de Exégesis del Antiguo Testamento en Ia Facultad de Teología de San Esteban en Salamanca el año 1948. Explicó esta asignatura hasta el año 1964. 
Comenzó su docencia en Ia Facultad de Teología de la Universidad Pontificia de Salamanca el curso 1950-1951, haciéndose cargo de las asignaturas de Exégesis del Antiguo Testamento y Teología Bíblica. Pasó a Catedrático de las mismas el curso siguiente.  Especialista en Filología bíblica, en Lenguas y Culturas orientales, ha simultaneado su profesorado en Ia Facultad de Teología con Ia docencia en Ia Facultad Bíblica Trilingüe desde el año 1973 hasta el de su jubilación en 1991.
Desde que se jubiló vivió primero en Salamanca y luego en Villaba (Navarra), donde falleció el 5 de noviembre de 2012.

## Libros publicados
- Jesucristo como problema.  Salamanca: San Esteban, 1961.
- El libro de los Siete Sellos. Salamanca: San Esteban, 1962.
- Las huellas de las antiguas civilizaciones. Salamanca: San Esteban, 1963.
- El Libro de los Salmos. Madrid: La Editorial Católica, 1963.
- Sagrada Biblia.  Madrid: Editorial Católica, 1967.[2]
- La Biblia y el legado del Antiguo Oriente. El entorno cultural de la historia de la salvación. Madrid : BAC. 1977. ISBN 84-220-0809-2.